# تيم هنتر (لاعب هوكي الجليد)
تيم هنتر هو لاعب هوكي الجليد كندي، ولد في 10 سبتمبر 1960 في كالغاري في كندا.

## وصلات خارجية
- تيم هنتر على موقع دوري الهوكي الوطني (الإنجليزية)
- تيم هنتر على موقع قاعة مشاهير الهوكي (لاعب أن.إتش.أل) (الإنجليزية)
- تيم هنتر على موقع EliteProspects.com (الإنجليزية)
- تيم هنتر على موقع HockeyDB.com (الإنجليزية)
- تيم هنتر على موقع Hockey-Reference.com (الإنجليزية)